# Shizuka Murayama
Pour les articles homonymes, voir Murayama (homonymie).
Shizuka Murayama (村山密, Murayama Shizuka) est un peintre franco-japonais de Yō-ga, né à Itako dans la préfecture d'Ibaraki au Japon le 26 octobre 1918 et mort à Paris le 22 octobre 2013,.

## Biographie
Né à Ohara (aujourd'hui Itako), préfecture d'Ibaraki, Murayama commença à étudier l'aquarelle avec Susumu Kobori. Après s'être installé à Tokyo, il s'inscrit à l'Académie des Arts de Kawabata (川端画学校).
Dans la seconde moitié des années 1950, il s'installa en France et devint citoyen français en 1981.

## Principales expositions
Murayama a beaucoup exposé en France et au Japon, principalement:
- Hommage à Murayama au Salon d'automne (rétrospective, 1986),
- Musée d'art moderne d'Ibaraki Ken (rétrospective, 1990),
- Chapelle de la Sorbonne à Paris (1992),
- Musée Tōbu à Tokyo (1993-94),
- Château de Val en Corrèze (1994),
- Académie de Neuilly (1995),
- Musée Huis Ten Bosch à Saseho Nagasaki (Japon) (2008).

## Récompenses
- Prix Charles de Gaulle (1962).
- Médaille d'honneur du travail, vermeil et citoyen d'honneur de Paris (1991)
- Citoyen d'honneur d'Itako, Préfecture d'Ibarako, Japon (1991)
- Grande Médaille d'Or de l'Académie des Beaux-Arts (1995)
- Prix spécial du mérite pour les personnes de la préfecture d'Ibaraki (1996)
- Chevalier de la Légion d'honneur (1997)